# Эминов, Владимир Евгеньевич
Влади́мир Евге́ньевич Эми́нов (22 февраля 1934, Баку, СССР — 18 июля 2024) — советский и российский учёный-правовед, специалист в области криминологии и криминалистики, доктор юридических наук, профессор Московского государственного юридического университета имени О.Е. Кутафина, Почётный работник прокуратуры Российской Федерации, Заслуженный юрист Российской Федерации. Индекс Хирша — 17.

## Биография
Родился 22 февраля 1934 года в городе Баку.
В 1963 году окончил Всесоюзный юридический заочный институт по специальности «юриспруденция». 1963—1980 — старший научный сотрудник ВНИИ Прокуратуры СССР, в 1965—1966 годах работал старшим следователем прокуратуры г. Москвы; 1980—1981 — ведущий научный сотрудник ВНИИ МВД СССР; с 1981 г. преподавал в Московской государственной юридической академии. С 1988 года — заведующий кафедрой криминологии, психологии и уголовно-исполнительного права МГЮА. В 1990 году защитил докторскую диссертацию на тему «Борьба с авиационными происшествиями (уголовно-правовые и криминологические проблемы)». В 1996—2000 годах директор Института прокуратуры в МГЮА, старший помощник Генерального прокурора РФ.
В. Е. Эминов участвовал в работе над проектами УК РФ, УПК РФ, Федеральных законов «О профилактике преступлений», «О борьбе с организованной преступностью и коррупцией», «О борьбе с преступностью несовершеннолетних и молодёжи».
Умер 18 июля 2024 года в возрасте 90 лет.

## Основные научные направления
Область научных интересов В. Е. Эминова — криминологические и криминалистические проблемы противодействия преступности: проблемы противодействия организованной преступной деятельности и коррупции, преступным нарушениям правил безопасности на транспорте, преступной деятельности в сфере экономики; общие проблемы криминологии, история отечественной криминологии, психология преступления и наказания, личность преступника.

## Основные работы
В.Е. Эминов является автором более 200 научных публикаций, включая монографии, учебники и учебные пособия, в числе которых:
- учебники «Криминалистика» (1984, 1985, 1986) и «Криминология» (1992, 1995, 1997, 1999),
- постатейный учебный комментарий к Уголовно-исполнительному кодексу Российской Федерации (по состоянию на 1 сентября 2008 года)[5]
- основные монографии[6]:
  - Коррупционная преступность и борьба с ней : Учеб. пособие по курсу «Криминология» для высш. учеб. юрид. заведений/ Эминов В. Е., Максимов С. В., Мацкевич И. М.; Рос. Союз юристов при поддержке Ин-та «Открытое о-во» (Фонд Сороса), Россия // М.: ИГ Юрист, 2001 (ООО ВариантПринт)М. : Юрист, 1994
  - Психология преступника и расследования преступлений / Ю. М. Антонян, М. И. Еникеев, В. Е. Эминов // М. : Юристъ, 1996
  - Преступность военнослужащих : Ист., криминол., социал. — правовой анализ / В. Е. Эминов, И. М. Мацкевич // М. : PENATES — ПЕНАТЫ, 1999
  - Психология преступления и наказания / Ю. М. Антонян, М. И. Еникеев, В. Е. Эминов // М. : ПЕНАТЕС — ПЕНАТЫ, 2000
  - Причины преступности в России : криминол. анализ / В. Н. Кудрявцев, В. Е. Эминов // М. : изд-во Норма, 2006 (ООО Тип. Полимаг)
  - Следственные действия: психология, тактика, технология : учебное пособие / М. И. Еникеев, В. А. Образцов, В. Е. Эминов ; Московская гос. юридическая акад. // М.: Проспект, 2007 (Можайск (Моск.обл.) : Можайский полиграфкомбинат)
  - Концепция борьбы с организованной преступностью в России / В. Е. Эминов // М.: Проспект, 2007
  - Личность преступника : криминолого-психологическое исследование / Ю. М. Антонян, В. Е. Эминов // М.: Норма : ИНФРА-М, 2010